# Max von Gallwitz
Max Karl Wilhelm von Gallwitz (ur. 2 maja 1852 we Wrocławiu, zm. 18 kwietnia 1937 w Neapolu) – niemiecki generał służący podczas I wojny światowej zarówno na froncie wschodnim, jak i zachodnim. Odznaczony orderem Pour le Mérite z Liściem Dębu.

## Życiorys
W 1870 roku wstąpił do wojska. Od 1872 roku porucznik. Uczestnik wojny francusko-pruskiej. W latach 1877–1880 uczył się w akademii wojskowej. Od 1882 roku szef sztabu 11 Brygady Artylerii Polowej. W latach 1883–1886 i 1891–1895 służył w Sztabie generalnym, a w latach 1887–1890 w Ministerstwie Wojny. Od 1890 roku dowódca baterii w 27 pułku artylerii, od 1895 dowódca dywizjony artylerii w 11 pułku artylerii. Od 1897 szef oddziału w Ministerstwie Wojny. Od 1899 roku dowódca 76 pułku artylerii, od 1901 dowódca 29 Brygady Artylerii Polowej. Od 1903 roku dyrektor departamentu w Ministerstwie Wojny i zastępca przedstawiciela wojska w Bundesracie. Od 1906 dowódca 15 Dywizji. 4 listopada 1911 roku mianowany generałem i wyznaczony na inspektora artylerii polowej. 
W czasie mobilizacji przed I wojną światową wyznaczony na dowódcę Rezerwowego Korpusu Gwardii w składzie 2 Armii. Gallwitz rozpoczął swoją karierę podczas I wojny światowej jako dowódca korpusu na froncie zachodnim. Prawie natychmiast po objęciu tego stanowiska von Gallwitz został przydzielony do 8 Armii, dowodzonej wówczas przez Paula von Hindenburga i z którego to rozkazu został wyznaczony do dowodzenia własną grupą armijną w bitwie przasnyskiej. W 1915 roku Gallwitz objął dowództwo 12 Armii, która wzięła udział w ofensywie w Galicji, którą dowodził feldmarszałek August von Mackensen. W 1916 roku powrócił na front zachodni, gdzie objął stanowisko dowódcy wojsk niemieckich w bitwie nad Sommą.
Pomiędzy rokiem 1916 a 1918 Gallwitz był dowódcą 5 Armii Niemieckiej na froncie zachodnim. Najsłynniejszą bitwą, w jakiej brała udział 5 armia pod dowództwem Gallwitza, była bitwa w okolicach francuskiego miasteczka Saint-Mihiel.
Po wojnie von Gallwitz odszedł w stan spoczynku rozpoczynając zarazem karierę polityczną. W latach 1920–1924 był posłem Reichstagu z ramienia Niemieckiej Narodowej Partii Ludowej.

## Odznaczenia[1]
- Kawaler Orderu Pour le Mérite z liśćmi dębu[2]
- Kawaler Order Orła Czarnego[2]
- Order Orła Czerwonego I kl. z liśćmi dębu
- Order Orła Czerwonego II kl. z gwiazdą i liśćmi dębu
- Order Królewski Korony I kl.
- Krzyż za Długoletnią Służbę
- Komandor II kl. Orderu Bertholda I (Wielkie Księstwo Badenii)
- Krzyż Wielki Orderu Zasługi Wojskowej (Królestwo Bawarii)
- Krzyż Komandorski II kl. Orderu Zasługi Filipa Wspaniałomyślnego (Wielkie Księstwo Hesji)
- Wielki Komandor Orderu Gryfa (Wielkie Księstwo Meklemburgii-Schwerin)
- Krzyż Wielki Orderu Alberta (Królestwo Saksonii)
- Komandor Orderu Korony Wirtemberskiej (Królestwo Wirtembergii)
- Komandor I kl. Orderu Fryderyka (Królestwo Wirtembergii)